# Mont-Villers
Mont-Villers ist ein Ortsteil und eine ehemalige französische Gemeinde im Département Meuse in der Region Grand Est.

## Geschichte
Am 25. Februar 1965 wird aus der Gemeinde Mont-sous-les-Côtes durch die Fusion mit Villers-sous-Bonchamp die neue Gemeinde Mont-Villers.
Im Jahr 1977 fusionierten die bis dahin eigenständigen Gemeinden Bonzée-en-Woëvre, Mesnil-sous-les-Côtes und Mont-Villers zur neuen Gemeinde Bonzée.

## Bevölkerungsentwicklung
| Jahr                      | 1926 | 1936 | 1946 | 1954 | 1962 | 1968 | 1975 |
| Einwohner                 | 110  | 109  | 98   | 108  | 93   | 107  | 118  |
| Quelle: Cassini und INSEE |      |      |      |      |      |      |      |

## Sehenswürdigkeiten
- Kirche Saint-Martin mit Relief Vision des heiligen Hubertus, nach der Zerstörung im Ersten Weltkrieg in den 1920er Jahren wiedererrichtet